# تادئوش پلوچینسکی
تادئوش لشک پلوچینسکی (لهستانی: Tadeusz Leszek Pluciński؛ زادهٔ ۲۵ سپتامبر ۱۹۲۶) بازیگر اهل لهستان است.
از فیلم‌هایی که وی در آن‌ها نقش داشته‌است، می‌توان به سفری برای یک لبخند، دارکوب، وقتی منو بگیری باهام چکار می‌کنی؟، طریق هستی، چهل‌ساله، اجاره‌نشین‌ها، مرحله پایانی، قماری بالاتر از زندگی، پژکوادانیتس و رمز انیگما اشاره نمود.